# Insteu Capitó
Insteu Capitó (en llatí Insteius Capito) va ser un centurió romà que va prendre part a la guerra (any 54) entre Domici Corbuló i el rei part Vologès I, que va ser rei de Pàrtia de l'any 51 al 77. El rei part després de ser derrotat va haver d'entregar ostatges. El cap del destacament que va rebre els ostatges va ser Capitó.
Probablement és el mateix Capitó que l'any 51 aC apareix com a praefectus castrorum a la mateixa regió, a qui Corbuló va encarregar la defensa d'algunes petites fortaleses d'Armènia.